# Indiana Jones et le Tombeau de l'empereur
Indiana Jones et le Tombeau de l'empereur est un jeu vidéo d'aventure sorti en avril 2003 et qui a été développé par The Collective et édité par LucasArts.

## Trame

### Univers
Le jeu se déroule en 1935, il se situe donc chronologiquement juste avant Indiana Jones et le Temple maudit. D'ailleurs l'épilogue du jeu se déroule à Hong Kong, ville où débute le film.

### Synopsis
Ceylan (actuel Sri Lanka), 1935. Indiana Jones est à la recherche d'une idole nommée le Cœur de Kouru Watu. Sur son chemin, il rencontre des chasseurs d'ivoire hostiles payés par un nazi haut gradé, Albrecht von Beck, lui aussi à la recherche de l'idole. Finalement l'archéologue trouve le Cœur avant eux et jette von Beck dans la gueule d'un gigantesque crocodile albinos affamé.
De retour aux États-Unis dans son université, Indiana Jones reçoit la visite de Marshal Kai Ti Chang et Mei Ying, un homme et une femme prétendant être envoyés par la République de Chine pour lui demander ses services. Ils lui proposent d'être le premier archéologue à visiter le mausolée de l'empereur Qin Shi Huangdi pour trouver le Cœur du Dragon, un objet mythique qui aurait le pouvoir de dominer l'esprit. Selon Marshal Kai, cet objet existe et est un trésor inestimable pour la Chine. Intéressé par les talents non académiques de l'archéologue il lui demande de mettre la main dessus avant que des ennemis de la Chine ne s'en emparent. Comme l'entrée de la crypte n'a toujours pas été découverte, Indiana Jones n'est pas convaincu par la proposition, selon lui, des fouilles prendraient un temps considérable. C'est alors que Mei Ying prend l'idole trouvée sur Ceylan pour la briser sur le bureau de l'archéologue. À l'intérieur se trouvait un fragment du Miroir des Songes, un objet magique permettant de trouver l'entrée de la crypte de l'empereur. Marshall Kai indique ainsi à Indiana Jones qu'il existe deux autres fragments et que le suivant se trouve dans le Château de Prague.
Indiana Jones part pour Prague, mais sur place, le château est occupé et fouillé par les Nazis, également à la recherche du fragment. Après avoir évité de nombreux pièges mortels et réussi les épreuves du château, Indiana met la main sur le second fragment du miroir. Alors qu'il s'apprête à s'en aller, Von Beck, toujours en vie mais balafré à cause de l'attaque du crocodile à Ceylan, le piège avec un gaz soporifique avant de le capturer.
Indiana Jones est emmené par les Nazis à Istanbul, ville où serait caché le dernier fragment du Miroir. Il est libéré de sa geôle par Mei Ying, qui lui apprend que les Nazis ont mis au jour un palais antique englouti sous Sainte-Sophie. Indiana parvient à devancer les Nazis et atteint les profondeurs des ruines où il combat un kraken. Après avoir fait fuir la créature marine, il trouve le dernier fragment, c'est alors que Mei Ying le rejoint. Elle lui révèle que Marshal Kai est un chef militaire mais qu'il dirige également la Triade du Dragon Noir, l'organisation criminelle (fictive) la plus puissante de Chine, il a aussi conclu un pacte avec les Nazis pour qu'ils recherchent les fragments du Miroir des Songes. Mei Ying quant à elle lui explique être en réalité un agent infiltré du gouvernement chinois surveillant les agissements du Dragon Noir. Mei Ying indique enfin à Indiana qu'ils doivent partir pour Hong Kong avec le fragment pour arriver à la Forteresse de Kai afin de réassembler le Miroir (comme les deux autres fragments doivent s'y trouver).
À Hong Kong, Indiana et Mei Ying se font piéger par les hommes de Marshal Kai et les Nazis. Mei Ying est capturée, puis embarquée sur un bateau nazi. Indiana, décide de partir avec Wu Han, le contrebandier qui devait les emmener tous les deux, vers la base des nazis, seul point d'accès pour la Forteresse du Dragon Noir, où Mei Ying serait retenue.
Déposé par Wu Han sur l'île mythique du mont Penglai (Penglai Shan), Indiana Jones infiltre la base marine des Nazis puis la base aérienne, construite dans les hauteurs de l'île. De là il parvient à emprunter un téléphérique qui le conduit directement à la Forteresse du Dragon Noir.
L'archéologue parcours la Forteresse remplie de gardes du Dragon Noir jusqu'à trouver Mei Ying, gardée par deux jumelles expertes en arts martiaux et gardes du corps de Kai. Après les avoir tué Indiana tente de libérer Mei Ying, mais il tombe dans une trappe qui l'entraine dans les souterrains du château, où se trouve le Temple de Kong Tien, un démon puissant et malveillant.
Dans les galeries, Indiana doit affronter des démons, des hommes du Dragon Noir et même des hommes du Dragon Noir morts-vivants car possédés par les esprits maléfiques. Il trouve aussi le Pa Cheng, une arme magique similaire à un shuriken capable de tuer les démons. Il retrouve finalement Mei Ying, offerte en sacrifice au démon Kong Tien par Marshal Kai en échange de pouvoir rassembler en une pièce le Miroir des Songes. Indiana Jones dérobe le Miroir à Kai, qui fuit à cause de l'arrivée de Kong Tien. Indiana se rend au secours de Mei Ying et parvient à vaincre le démon qui la possédait grâce au Pa Cheng.
Munis du Miroir, Indiana et Mei Ying se rendent à proximité de Xi'an là où se trouverait le Tombeau de l'Empereur. Grâce au Miroir, ils parviennent à survivre aux pièges souvent magiques de la crypte. Au bout d'un moment, Indiana chute dans une trappe piégée et se retrouve donc séparé de sa coéquipière. Après avoir combattu des statues en terre cuite possédées par des démons, Indiana rencontre à nouveau Von Beck. Le nazi, aux commandes d'une foreuse massive et blindée, poursuit Indiana Jones dans le but d'en finir une bonne fois pour toutes. Indiana fuit jusqu'à entrainer la foreuse dans une pente abrupte. La foreuse commandée par Von Beck, ne pouvant freiner avec un tel angle fonce à toute vitesse jusqu'à tomber dans un gouffre sans fond. Indiana Jones, enfin débarrassé de son ennemi, se rend compte qu'il a atterri près d'un portail menant vers les enfers chinois.
Indiana traverse le portail et visite les enfers jusqu'à tomber dans un mausolée infernal où gît l'empereur Qin Shi Huang. Dans la bouche de l'empereur est placé le Cœur du Dragon, dont Indiana s'empare. Après avoir fait quelques pas, Indiana, affaibli par l'objet magique, tombe au sol et se fait voler le Cœur par Marshal Kai, qui lui, peut le porter sans effet néfaste. Rejoint par Mei Ying, Indiana retrouve ses forces et part affronter Kai, maintenant assisté d'un gigantesque dragon. Grâce aux attaques que Jones inflige à Kai grâce au Pa Cheng, ce dernier perd le contrôle de ses pouvoirs, ainsi, les démons, puis le dragon qui l'aidaient se retournent contre lui et le dragon finit par l'avaler.
De retour à Hong Kong, Wu Han, Mei Ying et Indiana fêtent leur victoire dans un restaurant. Indiana Jones finit par partir avec Mei Ying dans ses bras alors qu'il devait avoir rendez-vous avec Lao Che, un gangster chinois (rendez-vous qui se déroule finalement en scène d'introduction d'Indiana Jones et le Temple Maudit).

### Personnages
- Dr Henry "Indiana" Jones Jr (VO : David Esch ; VF : Richard Darbois) : archéologue de renommée mondiale, il est chargé par le gouvernement chinois de récupérer le Cœur du Dragon avant les Nazis. Il sera soutenu par Mei Ying.
- Mei Ying (VO : Vivian Wu ; VF : Laurence Crouzet) : agent des services secrets chinois et alliée d'Indy.
- Albrecht von Beck (VO : Nick Jameson ; VF : Jochen Aegele) : nazi envoyé par Hitler pour récupérer le Cœur du Dragon.
- Marshal Kai Ti Tchang (VO : Keone Young ; VF : Jean-Claude Donda) : chef des triades qui souhaite utiliser le Cœur du Dragon pour asservir l'humanité.
- Wu Han (VO : Alan Drevin ; VF : Martial Leminoux) : contrebandier et ami de Mei Ying. Il conduira notre héros sur l'île de Peng Lai où se trouve la forteresse de Kai.

## Système de jeu

### Généralités
Indiana Jones et le Tombeau de l'Empereur est un jeu d'aventure incorporant des phases de combats de tir et de corps à corps à la troisième personne. Plongé en 1935, le joueur incarne le célèbre archéologue Indiana Jones. Durant l'histoire, le joueur explore plusieurs niveaux à travers le monde, mais principalement en Chine. Le système de jeu est assez classique : Indiana Jones explore des niveaux, combat des ennemis, trouve des objets (artefacts, armes, munitions), actionne des leviers, etc.
Les niveaux, sont souvent remplis d'ennemis, mais aussi de pièges mortels (précipices, piques, mécanismes automatiques).
Pour restaurer sa santé dans ce jeu, il faut boire de l'eau, Indiana dispose ainsi d'une gourde lui permettant d'en stocker après l'avoir remplit dans une fontaine spécifique. On peut aussi restaurer sa santé grâce à des médikits ou encore des potions rares (que l'on trouve seulement en Chine). Les potions donnent des capacités spéciales à Indiana, la potion du tigre lui permet d'infliger plus de dégât avec ses poings durant un court instant, la potion d'invincibilité le rend invulnérable pendant un certain laps de temps et enfin, la potion de santé restaure sa santé et allonge sa barre de vie.
Le jeu dispose d'un système de sauvegarde automatique qui ne s'effectue que dès qu'un niveau est achevé.

### Mouvements et interactions
Des phases de plates-formes sont régulièrement présentes dans le jeu, ainsi Indiana est capable de sauter (vers le haut et vers l'avant), de grimper des échelles, d'escalader des murs couverts de végétation ou encore de monter à des cordes et des chaînes auxquelles il peut également se balancer. Grâce à son fouet, il peut aussi s'attacher à des poutres ou des statues pour se balancer au-dessus du vide. Indiana possède la capacité de faire des roulades, pour esquiver un ennemi ou pour passer à travers un trou dans le bas d'un mur.
Dans ce jeu, Indiana peut nager, en effet il existe plusieurs phases d'exploration sous marines. Comme le reste des niveaux ces phases peuvent contenir des ennemis, ainsi Indiana est capable de se battre avec des armes blanches ou encore un fusil à harpon sous l'eau.
Durant l'histoire, Indiana Jones doit à de nombreuses reprises se servir de leviers pour ouvrir des portes ou actionner des mécanismes afin d'avancer dans le niveau.
De temps en temps Indiana peut descendre en tyrolienne grâce à son fouet.

### Combats
Les phases de combat dans ce jeu opposent généralement Indiana à un autre homme, souvent armé, les deux types d'ennemis humains qui se démarquent des autres sont les Nazis en scaphandre et ceux équipés de lance-flammes. Indy affronte parfois des animaux (crocodile ou requin) et vers la fin du jeu des monstres (statues animées, morts-vivants et esprits).
L'archéologue est capable de se battre au corps à corps avec des coups de poing et des coups de pied (seulement lorsque l'adversaire est au sol), mais aussi son fouet (qui ne blesse pas les ennemis, mais les repousse) ou des armes blanches. Il peut également se servir d'éléments du décor tels que des chaises, des pelles ou des pieds de table pour frapper ses ennemis et même les frapper avec ses armes à feu.
Indiana dispose d'un arsenal comprenant des armes à feux en tout genre (principalement des armes de poing et des fusils). Le système de tir du jeu se caractérise par un verrouillage automatique des ennemis lorsqu'ils sont à proximité, on peut néanmoins appuyer sur une touche permettant de passer avec une visée à la première personne pour viser un point précis. Indiana  peut également utiliser des mitrailleuses fixes.
D'autres armes sont disponibles tels que des explosifs (principalement des grenades).
Lors des combats Indiana peut tirer avantage de son environnement parsemé de pièges pour venir à bout de ses ennemis, de plus la plupart des ennemis n'ont pas la capacité de nager et donc se noient en tombant à l'eau.
Il est possible de combattre sous l'eau, mais avec un arsenal limité au couteau, à la machette et au fusil à harpon.
Il existe une phase de combat à Hong Kong où Indiana, transporté dans un pousse-pousse par Wu Han, est poursuivi par des voitures et des motos de la Triade du Dragon Noir dont il doit se débarrasser avec un pistolet-mitrailleur Thompson.

## Accueil
- Jeux vidéo Magazine : 14/20[1]
- Jeuxvideo.com : 14/20[2]